# Newburgh (North Yorkshire)
Newburgh – wieś i civil parish w Anglii, w hrabstwie North Yorkshire, w dystrykcie (unitary authority) North Yorkshire W 2001 civil parish liczyła 55 mieszkańców.